# Verus gegen Priscus
Verus gegen Priscus  war der Höhepunkt der Gladiatorenkämpfe am  Eröffnungstag der Spiele, die von Kaiser Titus zur Eröffnung des Flavianischen Amphitheaters (später das Kolosseum) im Jahr 80 n. Chr. gestiftet worden waren.
Verus war ein Sklave, der als der bekannteste Gladiator während der Regierungszeit von Vespasian und Titus im späten 1. Jahrhundert in die Geschichte eingegangen ist. Sein Kampf gegen seinen Freund Priscus wurde von Martial in einem laudatio-ähnlichen Gedicht festgehalten, die einzig erhaltene detaillierte Beschreibung eines Gladiatorenkampfes. Es ist überliefert, dass beide Männer am Ende mit bloßen Händen gegeneinander kämpften und der Kampf ca. eine halbe Stunde (dimidiam fere horam) dauerte, für einen Gladiatorenkampf ungeheuer lange. Als die Kräfte beider Männer schwanden, erklärten sie sich einvernehmlich für besiegt, wurden allerdings vom Kaiser beide zu Siegern des Kampfes erklärt und erhielten zur Belohnung vom Kaiser die Freiheit zugesprochen. Dieses für die damalige Zeit sehr milde Urteil machte den bis dahin im Volk nicht sehr beliebten Titus populär. Es ist darüber hinaus der einzige bekannte Fall, in dem ein Gladiatorenkampf im Colosseum vom Kaiser mit „unentschieden“ gewertet wurde.
Martial, liber de spectaculis 29:
„Als Priscus genauso wie Verus immer noch weiterkämpfte

und lange Zeit der Ausgang für beide unentschieden war,

erbat man mit lautem Geschrei die Entlassung für die Männer.

Aber Caesar gehorchte seinem eigenen Gesetz:

Das Gesetz war, mit abgesetztem Schild zu kämpfen,

bis einer den Finger heben würde. Was ihm erlaubt war: er gab oft Schüsseln und Geschenke.

Dennoch ist ein Ende des gleichen Kampfes gefunden worden:

Sie kämpften gleich, sie gaben sich zugleich geschlagen.

Jedem schickte Caesar den Stab und jedem die Siegespalme:

Diesen Preis brachte die erfindungsreiche Tapferkeit ein.

Das konnte nur unter deiner Herrschaft geschehen, Caesar:

Obwohl zwei kämpften, waren beide Sieger“.
Cum traheret Priscus, traheret certamina Verus,

Esset et aequalis Mars utriusque diu,

Missio saepe viris magno clamore petita est;

Sed Caesar legi paruit ipse suae:

Lex erat, ad digitum posita concurrere parma: 

Quod licuit, lances donaque saepe dedit.

Inventus tamen est finis discriminis aequi:

Pugnavere pares, subcubuere pares.

Misit utrique rudes et palmas Caesar utrique:

Hoc pretium virtus ingeniosa tulit.

Contigit hoc nullo nisi te sub principe, Caesar:

Cum duo pugnarent, victor uterque fuit.

## Rezeption in den Medien
Das Leben von Verus ist Grundlage des Dokumentationsdramas Colosseum: Rome's Arena of Death., auch unter dem Namen Colosseum: A Gladiator's Story bekannt.